# Kloster Ercsi
Das Kloster Ercsi (Erchi) ist eine ehemalige Zisterzienserabtei in der heutigen Agglomeration Budapest südlich der Hauptstadt und nahe der Donau im Komitat Fejér in Ungarn.

## Geschichte
Das Kloster wurde 1252 (nach anderen Angaben erst gegen 1285) von Palatin Tamás gestiftet. Es war ein Tochterkloster von Kloster Topusko im heutigen Kroatien und gehörte damit der Filiation der Primarabtei Clairvaux an. Im 14. Jahrhundert werden vier Mönche aus Ercsi als Eideshelfer im Kloster Bélapátfalva bezeugt. Das Kloster fand 1482 sein Ende.

## Bauten und Anlage
Über die Bauten konnte nichts ermittelt werden.